# Gamarra
Cet article concerne la ville de Colombie. Pour les lieux et les  personnes portant le même nom, voir Gamarra (homonymie).
Pour les articles homonymes, voir GRA.
Gamarra est une municipalité située dans le département de Cesar, en Colombie.
Gamara possède un aéroport (code AITA : GRA).